# Ben Affleck
Ben Affleck, właśc. Benjamin Géza Affleck-Boldt (ur. 15 sierpnia 1972 w Berkeley) – amerykański aktor, reżyser, producent filmowy, scenarzysta i filantrop. Laureat dwóch Oscarów i trzech Złotych Globów.

## Życiorys

### Wczesne lata
Urodził się w Berkeley w Kalifornii jako syn Chris Anne (z domu Boldt) i Timothy’ego Byersa „Tima” Afflecka. Jego rodzina miała korzenie angielskie, irlandzkie, szkockie i niemieckie. Jego matka związana była ze szkolnictwem, a ojciec zajmował się pracą socjalną, mechaniką samochodową, doradztwem lekarstw, pracą za barem i aktorstwem w Theater Company of Boston. Prapradziadek, Heinrich Boldt, znany z odkrycia złotego dysku Haralda Sinozębego, wyemigrował z Pomorza pod koniec pierwszej połowy XIX wieku.
Miał trzy lata, kiedy jego rodzina przeniosła się do Falmouth w Massachusetts. Tam urodził się jego brat Casey (ur. 1975), który również został zawodowym aktorem. Dzieciństwo spędził w Cambridge w Massachusetts, gdzie w 1990 ukończył Cambridge Rindge and Latin School. Jego rodzice rozwiedli się gdy miał 11 lat. Wraz z matką i młodszym bratem odwiedzali ojca co tydzień. Kiedy miał 16 lat, jego ojciec wyjechał do Indio w Kalifornii. Jako licealista występował w przedstawieniach teatralnych. W tym czasie nawiązał trwałą przyjaźń ze swoim sąsiadem Mattem Damonem, którego znał od ósmego roku życia. Studiował język hiszpański na Uniwersytecie Vermontu. Mając 18 lat, przeprowadził się do dzielnicy Los Angeles Pacific Palisades. W 1993 ukończył Occidental College w Eagle Rock, okolicy w Los Angeles.

### Kariera

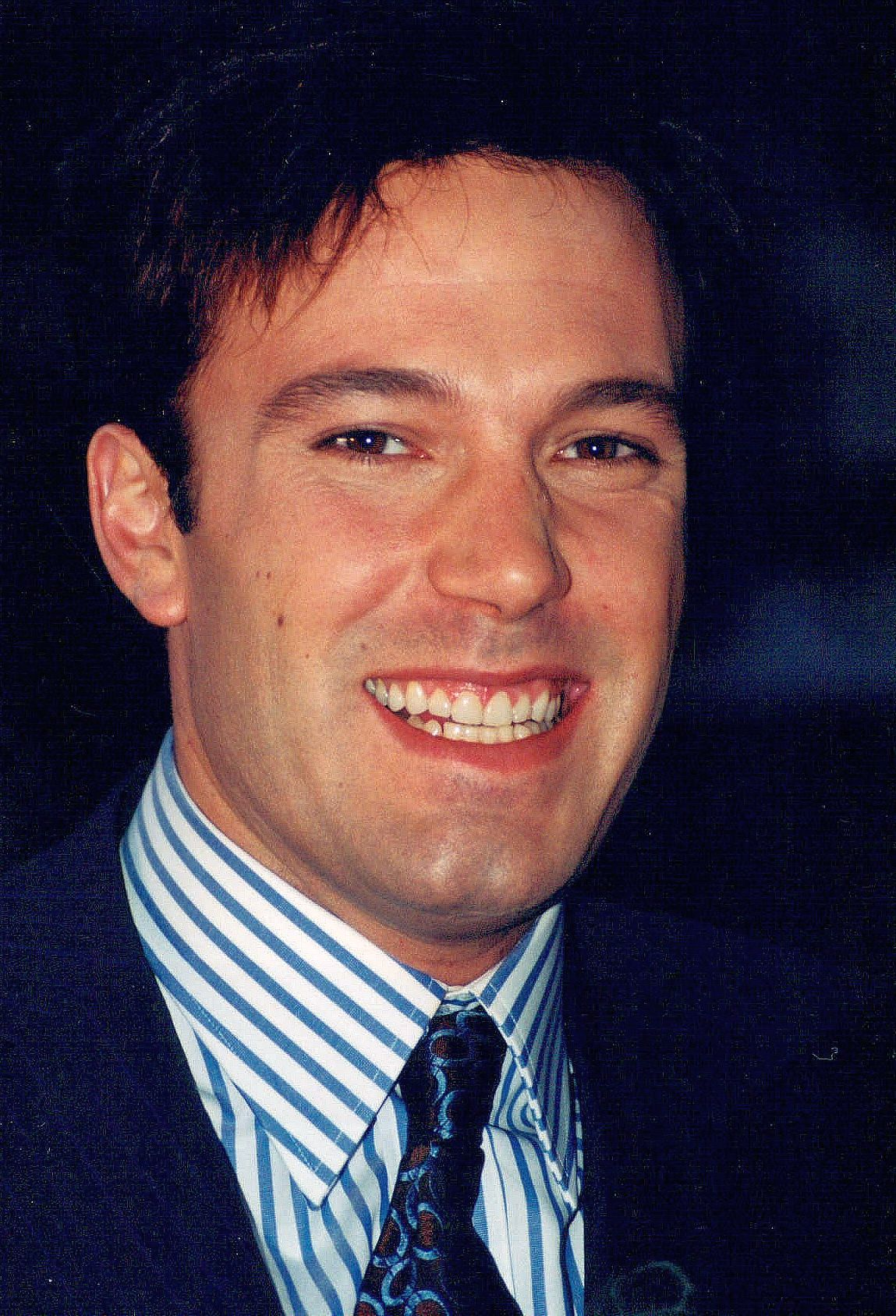
Ben Affleck (1998)

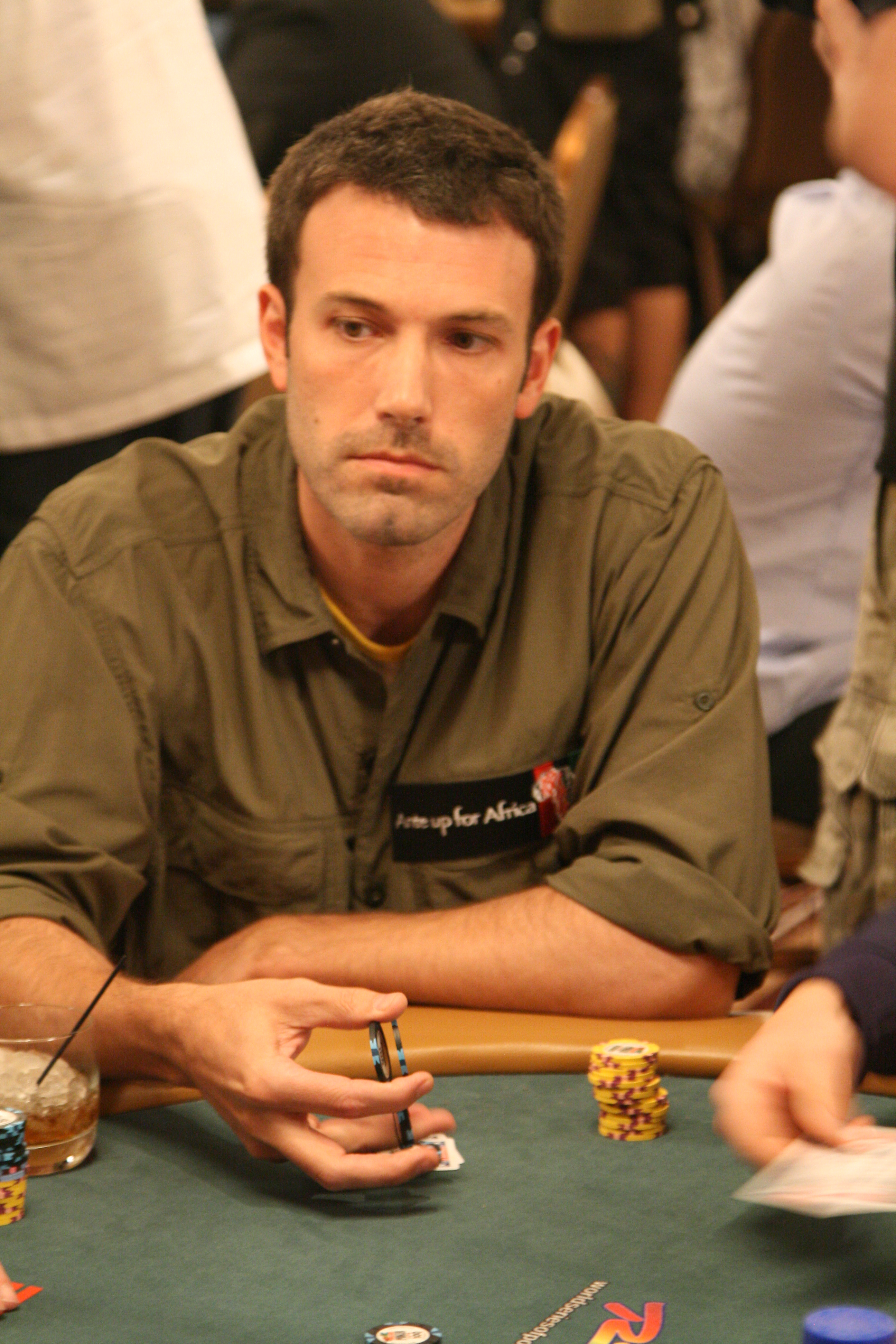
Ben Affleck (2008)

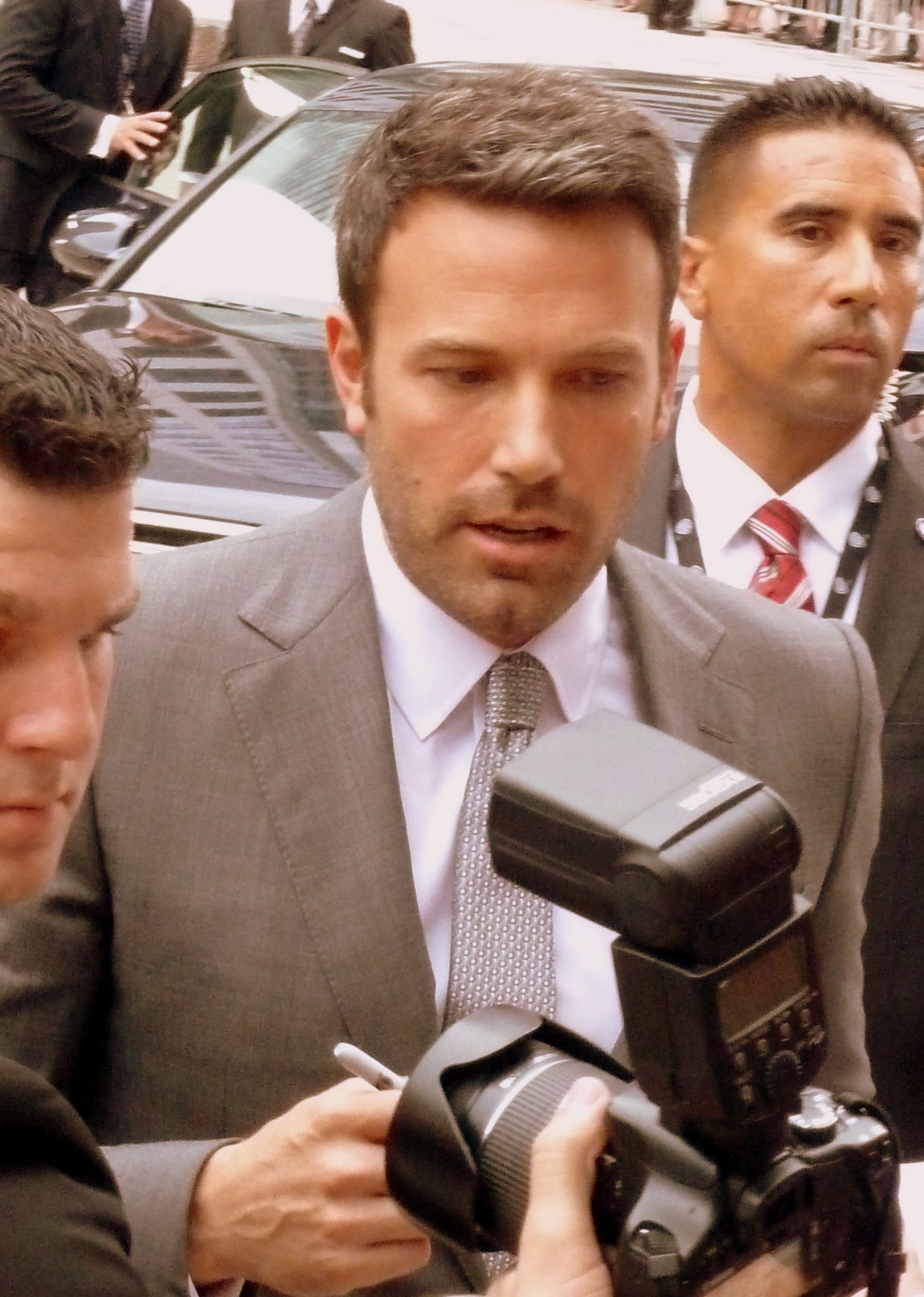
Ben Affleck na premierze filmu Operacja Argo na Międzynarodowym Festiwalu Filmowym w Toronto (2012)

Aktorstwem interesował się od dzieciństwa. Zadebiutował na ekranie w roli Tommy’ego w dramacie Ciemny koniec ulicy (The Dark End of the Street, 1981) u boku Lance’a Henriksena. W 1984 wziął udział w reklamie dla firmy Burger King. Wystąpił jako Clement Tyler „C.T.” Granville w miniserialu PBS Podróż Mimi (The Voyage of the Mimi, 1984) i jego kontynuacji Druga podróż Mimi (The Second Voyage of the Mimi, 1988), a także jako Billy Hearn w telewizyjnym melodramacie kryminalnym NBC Dłonie obcego (Hands of a Stranger, 1987) z Armandem Assante, fan baseballu w Fenway Park w dramacie familijnym fantasy Pole marzeń (Field of Dreams, 1989) u boku Kevina Costnera, Benjamin „Ben” Watson – syn tytułowego bohatera (Patrick Duffy) w telewizyjnej adaptacji powieści Danielle Steel Tato (Daddy, 1991), Chesty Smith w dramacie sportowym Więzy przyjaźni (School Ties, 1992) z Brendanem Fraserem, koszykarz w komedii grozy Jossa Whedona Buffy postrach wampirów (Buffy the Vampire Slayer, 1992) z Kristy Swanson oraz Fred O’Bannion w kultowym komediodramacie młodzieżowym Richarda Linklatera Uczniowska balanga (1993). Był przesłuchiwany do roli Lesa Andersona w komedii sensacyjnej Prawo jazdy (1988), którą ostatecznie zagrał Corey Haim. Wkrótce poznał niezależnego reżysera Kevina Smitha, który zaangażował go do swoich komedii – Szczury z supermarketu (1995), W pogoni za Amy (1997) i Dogma (1999), które były doceniane na festiwalu filmów niezależnych Sundance.
W 1992 Affleck i Matt Damon współpracowali nad scenariuszem zatytułowanym Buntownik z wyboru (Good Will Hunting), opowiadającym o młodym geniuszu matematycznym. Po długich zmaganiach o wyprodukowanie scenariusza, Miramax wykupił prawa do filmu w 1996. Z Damonem, Affleckiem i Robinem Williamsem, film Buntownik z wyboru (1997) w reżyserii Gusa Van Santa spotkał się zarówno z uznaniem krytyków, jak i publiczności. Affleck i Damon zdobyli Złoty Glob i Oscara za najlepszy scenariusz oryginalny, a także zostali uhonorowani Humanitas Prize za film fabularny i Nagrodą Satelity dla najlepszego scenariusza oryginalnego.
Za rolę A.J. Frosta, byłego pracownika przywódcy grupy Freedom (Bruce’a Willisa) i przywódcy grupy Independence w przebojowym dramacie katastroficznym Michaela Baya Armageddon (1998) zdobył Teen Choice Awards jako najlepszy aktor i był nominowany do Nagrody Saturna w kategorii najlepszy aktor drugoplanowy. Film stał się drugim najlepiej zarabiającym filmem tego roku, zarabiając ponad 550 mln dolarów na całym świecie. W melodramacie kostiumowym Johna Maddena Zakochany Szekspir (Shakespeare in Love, 1998), uhonorowanym siedmioma Oscarami, między innymi w kategorii najlepszy film, wystąpił w drugoplanowej roli Neda Alleyna. Pojawił się w teledysku zespołu Aerosmith do utworu „I Don’t Want to Miss a Thing” (1998) i wideoklipie Jennifer Lopez do piosenki „Jenny from the Block” (2002).
W 1999 został wybrany jako jeden z najpiękniejszych ludzi świata przez czytelników magazynu „People”. Użyczył głosu Józefowi w biblijnym filmie animowanym Józef – władca snów (Joseph: King of Dreams, 2000). W melodramacie wojennym Michaela Baya Pearl Harbor (2001) został obsadzony w roli porucznika (później kapitana) Rafe’a McCawleya, pilota bojowego USAAC i jednego z trzech głównych bohaterów. W 2002 zdobył tytuł „Najseksowniejszego żyjącego mężczyzny” magazynu „People”. Za rolę adwokata Gavina Baneka w dreszczowcu Rogera Michella Zmiana pasa (2002) z Samuelem L. Jacksonem był nominowany do Teen Choice Awards. W dreszczowcu Suma wszystkich strachów (2002) wystąpił jako Jack Ryan. Za rolę Larry’ego Gigli, gangstera z Los Angeles, który nie jest tak twardy w komedii Martina Bresta Gigli (2003) otrzymał dwie Złote Maliny jako najgorszy aktor i za najgorszy aktorski duet filmowy z Jennifer Lopez. Jako Matt Murdock / Daredevil, niewidomy prawnik, który dzięki nadludzko wyczulonym pozostałym zmysłom i umiejętnościom walki wręcz, zwalcza przestępczość w filmie fantastycznonaukowym Daredevil (2003) zdobył Złotą Malinę jako najgorszy aktor. W czerwcu 2004 zajął pierwsze miejsce w kalifornijskim turnieju pokera dla profesjonalistów, wygrywając 350 tys. dol. Odrzucił rolę Bobby’ego Mercera (ostatecznie zagrał Mark Wahlberg) w filmie sensacyjnym Johna Singletona Czterej bracia (2005), ponieważ uznał, że scenariusz jest „ultra-przemocowy”. Kreacja aktora George’a Reevesa w dramacie kryminalnym Allena Coultera Hollywoodland (2006) przyniosła mu Puchar Volpiego dla najlepszego aktora na 63. Festiwalu Filmowym w Wenecji i Nagrodę Saturna w kategorii najlepszy aktor drugoplanowy oraz nominację do Złotego Globu dla najlepszego aktora drugoplanowego. Pierwotnie miał zagrać Dona Haskinsa (rolę przyjął Josh Lucas) w dramacie sportowym Droga sławy (Glory Road, 2006), ale wycofał się z projektu z powodu konfliktów w harmonogramie. Zadebiutował udanie jako reżyser dramatem Gdzie jesteś, Amando? (Gone Baby Gone, 2007) zdobywając nagrodę organizacjo non-profit National Board of Review za najlepszy debiut reżyserski i na festiwalu w Bostonie jako najlepszy nowy filmowiec.
Odniósł komercyjny sukces filmem Operacja Argo (2012) i zdobył Złoty Glob i nagrodę BAFTA dla najlepszego reżysera oraz Złoty Glob, BAFTA i Oscara dla najlepszego filmu, a także Césara dla najlepszego filmu zagranicznego. W dreszczowcu Davida Finchera Zaginiona dziewczyna (2014) jako Nick Dunne – staje się głównym podejrzanym zaginięcia żony. Wcielił się w komiksową postać Batmana w adaptacji komiksów DC Comics pod tytułem Batman v Superman: Świt sprawiedliwości (Batman v Superman: Dawn of Justice, 2016), zdobywając Złotą Malinę w kategorii najgorsza ekranowa para z Henrym Cavillem, i Liga Sprawiedliwości (2017) w reż. Zacka Snydera.

## Życie prywatne
W 2002 zaczął spotykać się z aktorką i piosenkarką Jennifer Lopez. Ich nieformalny związek był jednym z najbardziej upublicznionych związków w historii, z tego względu media nazwały parę Bennifer (od połączenia imion Ben i Jennifer). W listopadzie 2002 ogłoszono ich zaręczyny. Mieli pobrać się 12 września 2003 w Santa Barbara, jednak uroczystość została odwołana na kilka dni przed rozpoczęciem. 20 stycznia 2004 media ogłosiły oficjalnie rozstanie pary.
29 czerwca 2005 poślubił aktorkę Jennifer Garner, z którą ma dwie córki: Violet Anne (ur. 1 grudnia 2005) i Seraphinę Rose Elizabeth (ur. 6 stycznia 2009) oraz syna Samuela Garnera (ur. 27 lutego 2012). W czerwcu 2015 ogłosili, że są w separacji. Rozwiedli się 4 października 2018.
Latem 2021 media doniosły o zejściu się Afflecka z Jennifer Lopez, co wkrótce potwierdzili sami zainteresowani. 16 lipca 2022 pobrali się w Las Vegas. Od 26 kwietnia 2024 para była w separacji, a 20 sierpnia Lopez złożyła pozew o rozwód.

## Filmy
| Legenda: | AK – aktor | PR – producent | PW – producent wykonawczy | RE – reżyser | SC – scenarzysta | TW – twórca serialu | oczekuje na premierę |
| -------- | ---------- | -------------- | ------------------------- | ------------ | ---------------- | ------------------- | -------------------- |

| Rok  | Tytuł                                                                                            | Profesje | Profesje | Profesje | Profesje | Profesje | Rola                         | Reżyseria                 | Dodatkowe informacje                          |
| Rok  | Tytuł                                                                                            | AK       | PR       | PW       | RE       | SC       | Rola                         | Reżyseria                 | Dodatkowe informacje                          |
| ---- | ------------------------------------------------------------------------------------------------ | -------- | -------- | -------- | -------- | -------- | ---------------------------- | ------------------------- | --------------------------------------------- |
| 1981 | The Dark End of the Street                                                                       | Tak      |          |          |          |          | Tommy                        | Jan Egleson               |                                               |
| 1987 | Dłonie obcego                                                                                    | Tak      |          |          |          |          | Billy Hearn                  | Larry Elikann             | film telewizyjny (CBS)                        |
| 1989 | Pole marzeń                                                                                      | Tak      |          |          |          |          | fan baseballa na Fenway Park | Phil Alden Robinson       | niewymieniony w napisach                      |
| 1991 | Tatuś                                                                                            | Tak      |          |          |          |          | Ben Watson                   | Michael Miller            | film telewizyjny (NBC)                        |
| 1992 | Buffy postrach wampirów                                                                          | Tak      |          |          |          |          | koszykarz numer 10           | Fran Rubel Kuzui          | niewymieniony w napisach                      |
| 1992 | Więzy przyjaźni                                                                                  | Tak      |          |          |          |          | Chesty Smith                 | Robert Mandel             |                                               |
| 1993 | Uczniowska balanga                                                                               | Tak      |          |          |          |          | Fred O’Bannion               | Richard Linklater         |                                               |
| 1993 | I Killed My Lesbian Wife, Hung Her on a Meat Hook, and Now I Have a Three-Picture Deal at Disney |          |          |          | Tak      |          | –                            | Ben Affleck               | film krótkometrażowy                          |
| 1995 | Ostatni dzwonek                                                                                  | Tak      |          |          |          |          | Jack Freeman                 | Rich Wilkes               |                                               |
| 1995 | Szczury z supermarketu                                                                           | Tak      |          |          |          |          | Shannon Hamilton             | Kevin Smith               |                                               |
| 1997 | Na całość                                                                                        | Tak      |          |          |          |          | Gunner Casselman             | Mark Pellington           |                                               |
| 1997 | W pogoni za Amy                                                                                  | Tak      |          |          |          |          | Holden McNeil                | Kevin Smith               |                                               |
| 1997 | Buntownik z wyboru                                                                               | Tak      |          |          |          | Tak      | Chuckie Sullivan             | Gus Van Sant              |                                               |
| 1998 | Odwieczny wróg                                                                                   | Tak      |          |          |          |          | Bryce Hammond                | Joe Chappelle             |                                               |
| 1998 | Armageddon                                                                                       | Tak      |          |          |          |          | A.J. Frost                   | Michael Bay               |                                               |
| 1998 | Zakochany Szekspir                                                                               | Tak      |          |          |          |          | Ned Alleyn                   | John Madden               |                                               |
| 1999 | 200 papierosów                                                                                   | Tak      |          |          |          |          | barman                       | Risa Bramon Garcia        |                                               |
| 1999 | Podróż przedślubna                                                                               | Tak      |          |          |          |          | Ben Holmes                   | Bronwen Hughes            |                                               |
| 1999 | Dogma                                                                                            | Tak      |          |          |          |          | Bartleby                     | Kevin Smith               |                                               |
| 2000 | Ryzyko                                                                                           | Tak      |          |          |          |          | Jim Young                    | Ben Younger               |                                               |
| 2000 | Uwikłany                                                                                         | Tak      |          |          |          |          | Rudy Duncan                  | John Frankenheimer        |                                               |
| 2000 | Józef: Władca Snów                                                                               | Tak      |          |          |          |          | Józef                        | Robert Ramirez Rob LaDuca | dubbing                                       |
| 2000 | Gra o miłość                                                                                     | Tak      |          |          |          |          | Buddy Amaral                 | Don Roos                  |                                               |
| 2001 | Pearl Harbor                                                                                     | Tak      |          |          |          |          | Rafe McCawley                | Michael Bay               |                                               |
| 2001 | Zdrowie taty                                                                                     | Tak      |          |          |          |          | Lawrence Bowen               | Billy Bob Thornton        |                                               |
| 2001 | Jay i Cichy Bob kontratakują                                                                     | Tak      |          |          |          |          | Holden McNeil on sam         | Kevin Smith               |                                               |
| 2002 | Skradzione lato                                                                                  |          | Tak      |          |          |          | –                            | Pete Jones                |                                               |
| 2002 | Zmiana pasa                                                                                      | Tak      |          |          |          |          | Gavin Banek                  | Roger Michell             |                                               |
| 2002 | Suma wszystkich strachów                                                                         | Tak      |          |          |          |          | Jack Ryan                    | Phil Alden Robinson       |                                               |
| 2002 | Trzeci do pary                                                                                   | Tak      |          | Tak      |          |          | Michael                      | Jordan Brady              |                                               |
| 2002 | Speakeasy                                                                                        |          |          | Tak      |          |          | –                            | Brendan Murphy            |                                               |
| 2003 | Daredevil                                                                                        | Tak      |          |          |          |          | Matt Murdock / Daredevil     | Mark Steven Johnson       |                                               |
| 2003 | Gigli                                                                                            | Tak      |          |          |          |          | Larry Gigli                  | Martin Brest              |                                               |
| 2003 | Bitwa pod Shaker Heights                                                                         |          |          | Tak      |          |          | –                            | Efram Potelle Kyle Rankin |                                               |
| 2003 | Zapłata                                                                                          | Tak      |          |          |          |          | Michael Jennings             | John Woo                  |                                               |
| 2004 | Dziewczyna z Jersey                                                                              | Tak      |          |          |          |          | Ollie Trinké                 | Kevin Smith               |                                               |
| 2004 | Przetrwać święta                                                                                 | Tak      |          |          |          |          | Drew Latham                  | Mike Mitchell             |                                               |
| 2005 | Elektra                                                                                          | Tak      |          |          |          |          | Matt Murdock / Daredevil     | Rob Bowman                | tylko w wersji reżyserskiej                   |
| 2005 | Krwawa uczta                                                                                     |          |          | Tak      |          |          | –                            | John Gulager              |                                               |
| 2006 | Człowiek z miasta                                                                                | Tak      |          |          |          |          | Jack Giamoro                 | Mike Binder               |                                               |
| 2006 | Clerks – Sprzedawcy II                                                                           | Tak      |          |          |          |          | gapiący się facet            | Kevin Smith               |                                               |
| 2006 | Hollywoodland                                                                                    | Tak      |          |          |          |          | George Reeves                | Allen Coulter             |                                               |
| 2006 | As w rękawie                                                                                     | Tak      |          |          |          |          | Jack Dupree                  | Joe Carnahan              |                                               |
| 2007 | Gdzie jesteś, Amando?                                                                            |          |          |          | Tak      | Tak      | –                            | Ben Affleck               |                                               |
| 2008 | Gimme Shelter                                                                                    |          |          |          | Tak      |          | –                            | Ben Affleck               | dokumentalny, krótkometraż                    |
| 2009 | Reporter                                                                                         |          |          | Tak      |          |          | –                            | Eric Daniel Metzgar       | film dokumentalny, tv (HBO)                   |
| 2009 | Kobiety pragną bardziej                                                                          | Tak      |          |          |          |          | Neil                         | Ken Kwapis                |                                               |
| 2009 | Stan gry                                                                                         | Tak      |          |          |          |          | Stephen Collins              | Kevin Macdonald           |                                               |
| 2009 | Ekstrakt                                                                                         | Tak      |          |          |          |          | Dean Slade                   | Mike Judge                |                                               |
| 2010 | W firmie                                                                                         | Tak      |          |          |          |          | Bobby Walker                 | John Wells                |                                               |
| 2010 | Miasto złodziei                                                                                  | Tak      |          |          | Tak      | Tak      | Doug MacRay                  | Ben Affleck               |                                               |
| 2012 | Operacja Argo                                                                                    | Tak      | Tak      |          | Tak      |          | Tony Mendez                  | Ben Affleck               |                                               |
| 2012 | Wątpliwości                                                                                      | Tak      |          |          |          |          | Neil                         | Terrence Malick           |                                               |
| 2013 | Ślepy traf                                                                                       | Tak      |          |          |          |          | Ivan Block                   | Brad Furman               |                                               |
| 2014 | Zaginiona dziewczyna                                                                             | Tak      |          |          |          |          | Nick Dunne                   | David Fincher             |                                               |
| 2015 | Klasa próżniacza                                                                                 |          |          | Tak      |          |          | –                            | Jason Mann                |                                               |
| 2016 | Batman v Superman: Świt sprawiedliwości                                                          | Tak      |          |          |          |          | Bruce Wayne / Batman         | Zack Snyder               |                                               |
| 2016 | Legion samobójców                                                                                | Tak      |          |          |          |          | Bruce Wayne / Batman         | David Ayer                | niewymieniony w napisach                      |
| 2016 | Księgowy                                                                                         | Tak      |          |          |          |          | Christian Wolff              | Gavin O’Connor            |                                               |
| 2016 | Nocne życie                                                                                      | Tak      | Tak      |          | Tak      | Tak      | Joe Coughlin                 | Ben Affleck               |                                               |
| 2017 | Łuk sprawiedliwości                                                                              |          |          | Tak      |          |          | –                            | Kief Davidson Pedro Kos   |                                               |
| 2017 | Liga Sprawiedliwości                                                                             | Tak      |          | Tak      |          |          | Bruce Wayne / Batman         | Zack Snyder               |                                               |
| 2019 | Potrójna granica                                                                                 | Tak      |          |          |          |          | Tom „Redfly” Davis           | J.C. Chandor              |                                               |
| 2019 | Jay i Cichy Bob powracają                                                                        | Tak      |          |          |          |          | Holden McNeil                | Kevin Smith               |                                               |
| 2020 | Jego ostatnie życzenie                                                                           | Tak      |          |          |          |          | Treat Morrison               | Dee Rees                  |                                               |
| 2020 | Droga powrotna                                                                                   | Tak      |          |          |          |          | Jack Cunningham              | Gavin O’Connor            |                                               |
| 2021 | Liga Sprawiedliwości Zacka Snydera                                                               | Tak      |          | Tak      |          |          | Bruce Wayne / Batman         | Zack Snyder               | wersja reżyserska Ligi Sprawiedliwości (2017) |
| 2021 | Ostatni pojedynek                                                                                | Tak      |          | Tak      |          | Tak      | Pierre d’Alençon             | Ridley Scott              |                                               |
| 2021 | Bar dobrych ludzi                                                                                | Tak      |          |          |          |          | wujek Charlie                | George Clooney            |                                               |
| 2022 | Głęboka woda                                                                                     | Tak      |          |          |          |          | Vic Van Allen                | Adrian Lyne               |                                               |
| 2022 | Clerks III                                                                                       | Tak      |          |          |          |          | Boston John                  | Kevin Smith               |                                               |
| 2023 | Air                                                                                              | Tak      | Tak      |          | Tak      |          | Phil Knight                  | Ben Affleck               |                                               |
| 2023 | Hypnotic                                                                                         | Tak      |          |          |          |          | Daniel Rourke                | Robert Rodriguez          |                                               |
| 2023 | Flash                                                                                            | Tak      |          |          |          |          | Bruce Wayne / Batman         | Andy Muschietti           |                                               |
| TBA  | The Instigators                                                                                  |          | Tak      |          |          |          | –                            | Doug Liman                |                                               |
| TBA  | Unstoppable                                                                                      |          | Tak      |          |          |          | –                            | William Goldenberg        |                                               |
| TBA  | Small Things Like These                                                                          |          |          | Tak      |          |          | –                            | Tim Mielants              |                                               |

## Seriale
| Rok  | Tytuł                           | Profesje | Profesje | Profesje | Profesje | Rola               | Liczba odcinków |
| Rok  | Tytuł                           | AK       | TW       | PW       | SC       | Rola               | Liczba odcinków |
| ---- | ------------------------------- | -------- | -------- | -------- | -------- | ------------------ | --------------- |
| 1984 | The Voyage of the Mimi          | Tak      |          |          |          | C.T. Granville     | 6               |
| 1986 | ABC Afterschool Special         | Tak      |          |          |          | Danny Coleman      | 1               |
| 1988 | The Second Voyage of the Mimi   | Tak      |          |          |          | C.T. Granville     | 12              |
| 1993 | The Torkelsons                  | Tak      |          |          |          | Kevin Johnson      | 1               |
| 1993 | Against the Grain               | Tak      |          |          |          | Joe Willie Clemons | 8               |
| 1994 | Lifestories: Families in Crisis | Tak      |          |          |          | Aaron Henry        | 1               |
| 2002 | Push, Nevada                    |          | Tak      | Tak      | Tak      | –                  | 7               |
| 2009 | Pohamuj entuzjazm               | Tak      |          |          |          | klient             | 1               |
| 2016 | Korporacje przyszłości          |          |          | Tak      |          | –                  | 3               |
| 2019 | Miasto na wzgórzu               |          |          | Tak      |          | –                  | 1               |

## Nagrody
- Nagroda Akademii Filmowej
  - Najlepszy scenariusz oryginalny: 1998 Buntownik z wyboru
  - Najlepszy film: 2013 Operacja Argo

- Złoty Glob
  - Najlepszy scenariusz: 1998 Buntownik z wyboru
  - Najlepszy reżyser: 2013 Operacja Argo
- Nagroda BAFTA Najlepszy reżyser: 2013 Operacja Argo